# Merops boehmi
Merops boehmi là một loài chim trong họ Meropidae.
Loài này sinh sống ở Malawi, Cộng hòa Dân chủ Công, Mozambique, Zambia.